# 博白镇
博白镇，是中华人民共和国广西壮族自治区玉林市博白县下辖的一个乡镇级行政单位。

## 行政区划
博白镇下辖以下地区：
城东街社区、城南街社区、城西街社区、城北街社区、城东村、城郊村、护双村、九龙村、桂花村、春石村、西江村、城西村、新仲村、马塘村、官田村、水佳村、荔湾村、雷埠村、大良村、富石村、木垌村、津木村、绿珠村、柯木村、中江村、茂江村和珠江村。